# سده ۳۰ (پیش از میلاد)

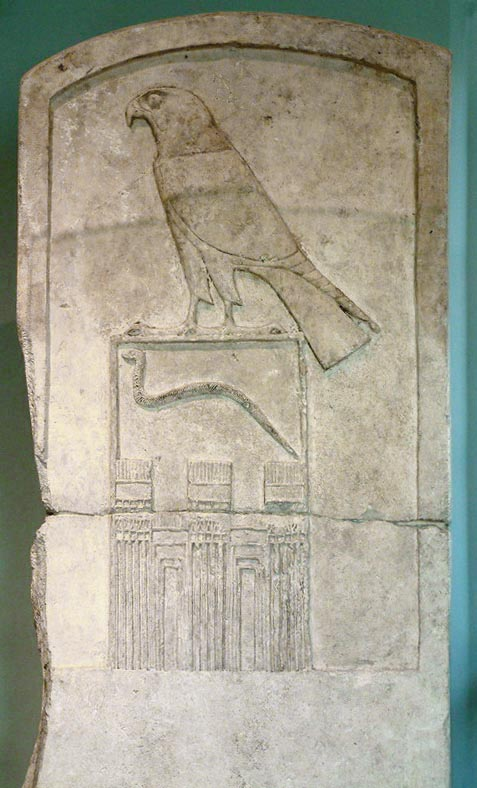
سنگ مقبره دجت، در موزه لوور

(سده سی‌ویکم پ.م. - سده سیم پیش از میلاد مسیح - سده بیست‌ونهم پ.م. - سده‌های دیگر)
قرن سی‌ام پیش از میلاد، دوره‌ای زمانی بود که از سال ۳۰۰۰ پیش از میلاد تا ۲۹۰۱ پیش از میلاد ادامه یافت.

## رخدادها
- قبل از ۳۰۰۰ سال پیش از میلاد: تصویری از یک خدا (جزئیاتی از یک کنگ) که از مقبره ۱۲ در فانشان، یویائو، ژجیانگ کشف شده است، در دوره نوسنگی توسط فرهنگ لیانگژو ساخته شده است. اکنون این تصویر در موزه استانی ژجیانگ، هانگژو نگهداری می‌شود.
- ۳۰۰۰ (پیش از میلاد)؛ پایان دوره نوسنگی
- ۳۰۰۰ (پیش از میلاد)؛ آغاز فرمانروایی دجر دومین فرعون مصر باستان
- ۳۰۰۰ (پیش از میلاد)؛ آغاز ساخت کارال نخستین شهر قاره آمریکا .
- ۳۰۰۰ (پیش از میلاد)؛ برآمدن تروا
- حدود ۳۰۰۰ پیش از میلاد: قدیمی‌ترین بقایای آنیبا (نوبه).[۱]
- حدود ۳۰۰۰ سال پیش از میلاد: کشاورزی اولیه در شمال آفریقا.[۲]
- حدود ۳۰۰۰ سال پیش از میلاد: شترها در مصر اهلی شدند.
- حدود ۳۰۰۰ پیش از میلاد: یک مرحله فشرده از تدفین در دوما نا نگیال در تپه تارا، مقر باستانی پادشاه اعظم ایرلند، وجود دارد.[۳]
- حدود ۳۰۰۰ پیش از میلاد: ساخت استون‌هنج آغاز می‌شود. در نسخه اولیه خود، این بنا شامل یک خندق و دیواره دایره‌ای شکل با ۵۶ ستون چوبی است.[۴]
- حدود ۳۰۰۰ پیش از میلاد: تمدن کیکلادی در دریای اژه آغاز می‌شود.[۵]
- حدود ۳۰۰۰ پیش از میلاد: دوره هلنی آغاز می‌شود.
- حدود ۳۰۰۰ پیش از میلاد: عصر برنز دریای اژه آغاز می‌شود.[۶]
- حدود ۳۰۰۰ پیش از میلاد: گسترش آسترونزیایی آغاز می‌شود.[۷]
- حدود ۳۰۰۰ پیش از میلاد: جاوا، اردن به همراه اولین سد شناخته شده جهان تأسیس شد.[۸]
- حدود ۳۳۰۰ تا ۲۶۰۰ پیش از میلاد: دوره اولیه هاراپا در دره سند ادامه می‌یابد.[۹]
- ۳۰۰۰-۲۳۵۰ (پیش از میلاد)؛ گلدانی با پوشش مخمل سرخ در توتوب، عراق کنونی. این اثر اکنون در موزه عراق در شهر بغداد نگهداری می‌شود.
- دوره هاراپایی آغازین
- ۲۹۹۹ (پیش از میلاد)؛ دجر دومین فرعون مصر باستان مُرد.
- ۲۹۲۵-۲۷۷۶ (پیش از میلاد)؛ جنگهای دودمان نخستین در مصر باستان
- حدود ۲۹۶۰ پیش از میلاد: مرگ سمرخت، فرعون سلسله اول مصر، که نامش اولین استفاده قطعی از یک نام نبتی را نشان می‌دهد.
- ۲۹۲۰ (پیش از میلاد)؛ دجت سومین فرعون مصر باستان
- ۲۹۰۰ (پیش از میلاد)؛ آغاز بخش نخست دوره دودمانی آغازین در میانرودان
- حدود ۲۹۰۰+ سال قبل از میلاد مسیح، پرومتئوس در این قرن جوانه می‌زد.[۱۰]

## مرگ‌ها
- آدم، نخستین انسان برپایه باورها و گاهشماری یهودی

## نوآوری‌ها و یافته‌ها
- ۳۰۰۰-۲۰۰۰ (پیش از میلاد)؛ هیروگلیف در مصر باستان، چرخ کوزه‌گری در چین، نخستین سفال در قاره آمریکا(اکوادور کنونی)
- ۳۰۰۰ (پیش از میلاد)؛ ساخت چرخ
- ۳۰۰۰ (پیش از میلاد)؛ آغاز به ساخت شهرهایی به دست سومریان
- ۳۰۰۰ (پیش از میلاد)؛ سومریان کار بر روی فلزهای گوناگون را آغاز کردند.
- حدود ۳۰۰۰ سال پیش از میلاد - دانش غلات خاور نزدیک باستان در چین باستان پدیدار می‌شود.
- ۳۰۰۰ تا ۲۰۰۰ پیش از میلاد - روستاهای مسکونی در آمریکای میانه گسترده شدند.
- حکاکی‌های سنگی سیدنی مربوط به حدود ۳۰۰۰ سال قبل از میلاد مسیح (سیدنی، استرالیا) است.[۱۱]
- ۲۳۰۰ (پیش از میلاد)؛ آغاز کاربرد فلز در شمال اروپا
- از شکل در میانرودان سود برده‌شد.